# Plus One (The X-Files)
«Plus One» es el tercer episodio de la undécima temporada de la serie de televisión estadounidense de ciencia ficción The X-Files. El episodio fue escrito por Chris Carter y dirigido por Kevin Hooks. Se emitió el 17 de enero de 2018 en la cadena Fox. El eslogan tradicional «The truth is out there», («La verdad está ahí fuera»), se muestra dos veces. La entrada en frío presenta la canción «Unsaid Undone» del álbum debut de David Duchovny, Hell or Highwater.

## Argumento
En un pequeño evento comunitario rural en Virginia, Arkie Seavers parece verse en la parte de atrás de la multitud. Asustado, se aleja del evento, solo para que su doppelgänger agarre el volante y lo arroje contra un árbol.
Fox Mulder (David Duchovny) relaciona el caso Seavers con varias personas que intentaron suicidarse después de afirmar que vieron a alguien que se parecía exactamente a ellos. Dana Scully (Gillian Anderson) cree que Arkie está mintiendo, pero Mulder se inclina más a creer. Los agentes se encuentran con un Seavers apenas vivo y hablan de sus experiencias. Los agentes se encuentran con una paciente en un hospital psiquiátrico llamada Judy Poundstone (Karin Konoval), que tiene un trastorno de identidad disociativo. Su habitación está llena de juegos del ahorcado, que dice jugar con su hermano, Chucky, que vive al otro lado de la ciudad.

Un juego de El ahorcado

Después de ser colocado en una celda, el doppelgänger de Arkie aparece en la celda con él, presumiblemente matándolo. Mulder y Scully se registran en un motel para pasar la noche. Él viene a ella en medio de la noche para revelar la muerte de Arkie. Scully argumenta que es un suicidio, mientras que el abogado de Mulder y Seavers, Dean Cavalier, no lo cree. Mulder encuentra al irascible Chucky (también Konoval), viviendo solo, con sus paredes también cubiertas de juegos del ahorcado. Mientras tanto, Scully se encuentra con «Demonio Judy», un alter ego malvado, que parece estar arrojando pudín de chocolate a la puerta de la celda. Una enfermera le dice a Scully que los dos padres de Poundstone se ahorcaron. Scully intenta obtener más información de Judy, pero esta nueva némesis la atormenta con burlas de que supuestamente ya no es lo suficientemente joven para tener hijos.
Chucky y Judy comienzan a jugar nuevamente, esta vez con el objetivo de Cavalier. Primero, Dean ve a su doble y va a decírselo a Scully y Mulder. Los agentes le dicen que mantenga la calma y esconda todas las armas de daño. Dean se aventura a su casa y arroja varios equipos al suelo. Se da cuenta de que la habitación está llena de espadas. Dean se corta accidentalmente con una de las cuchillas. Antes de que pueda curar su herida, vuelve a ver a su doble. Los agentes llegan y encuentran a Cavalier con la cabeza cortada.
De vuelta en el motel, Scully tiene problemas para dormir y se pregunta si Judy tenía razón sobre su avanzada edad y busca consuelo en Mulder, lo que se vuelve físicamente romántico. Después de su intimidad, Mulder ve a su doble en el baño y se asusta. Mulder corre para confrontar a Chucky mientras Scully va a detener a Judy. De camino al hospital, Scully ve a su doble en el asiento trasero de su auto, pero se mantiene tranquila y llama a la figura una «ideación psíquica manifiesta». Resulta que los gemelos están peleando entre sí, sin poder ponerse de acuerdo sobre qué agente colgar. Antes de que los agentes puedan interrumpir su juego, los hermanos se «cuelgan» entre sí. En la pared de Chucky, Mulder encuentra dos juegos del ahorcado para «mamá» y «papá».

## Producción

### Rodaje
El rodaje de la temporada comenzó en agosto de 2017 en Vancouver, Canadá, donde se filmó la temporada anterior, junto con las cinco primeras temporadas del programa.
El episodio fue dirigido por Kevin Hooks y marcó su debut como director de The X-Files. En una entrevista con Hooks, comentó sobre no llegar a dirigir la serie antes: «Siento que me perdí algo muy significativo y cuando regresó, me emocionó mucho». Continuó diciendo, «Chris se acercó a mí y me preguntó si me interesaría hacer el programa. Pensé que no todos los días haces que el creador de la serie te llame por teléfono y te pregunte si quieres participar».

### Reparto
El episodio incluye a los miembros principales del reparto David Duchovny y Gillian Anderson mientras que Mitch Pileggi no aparece. El episodio está protagonizado por Karin Konoval, que interpretó a Madame Zelma en «Clyde Bruckman's Final Repose» de la tercera temporada y a la Sra. Peacock en «Home» de la cuarta temporada, que aparece en un doble papel como los personajes de los hermanos Judy y Chucky Poundstone.

## Recepción
En su emisión inicial en los Estados Unidos el 17 de enero de 2018, recibió 3,95 millones de espectadores, que era el mismo número de espectadores del episodio anterior.
«Plus One» recibió críticas, en general, positivas. En Rotten Tomatoes tiene una aprobación del 100 % con una calificación promedio de 7.27 de 10 basado en 8 revisiones.